# Municipio de Santa Ana Nopalucan
El municipio de Santa Ana Nopalucan es un municipio del estado de Tlaxcala, en México. Su cabecera es la localidad de Santa Ana Nopalucan. Está habitado por aproximadamente 7773 personas. Es parte de la Zona Metropolitana de Puebla-Tlaxcala.

## Ubicación
Está ubicado al sur occidente del estado de Tlaxcala, entre los municipios de Panotla, Nativitas e Ixtacuixtla.

## Toponimia
Nopalucan es una palabra derivada del náhuatl "Nopalli" que significa nopal y "Can" (lugar). Por lo que significa tierra o lugar de nopales.